# 綠町 (屏東市)

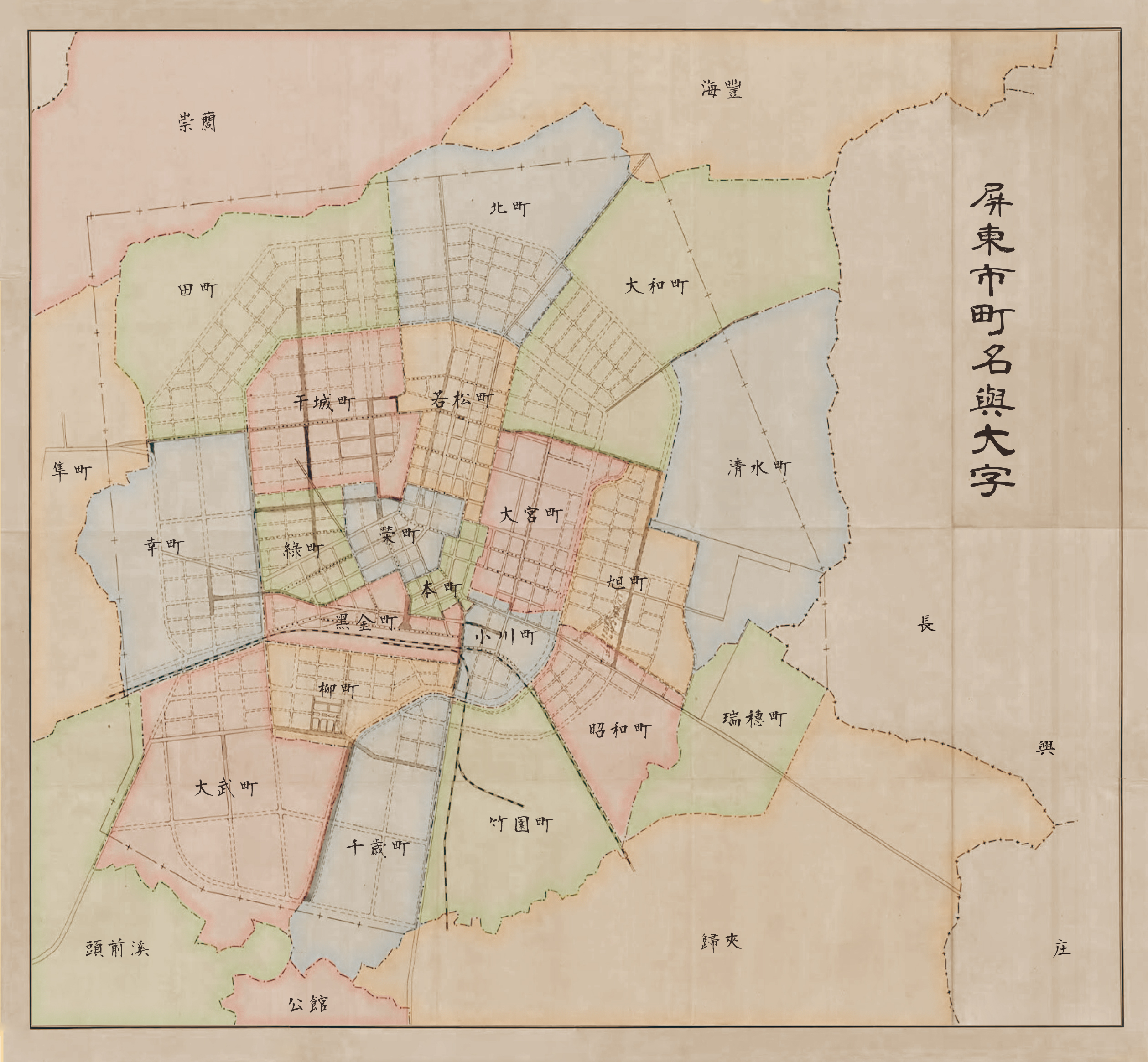
屏東市町名與大字

綠町為屏東市在台灣日治時期的一個行政區，分為三丁目，於1939年4月1日設立，為屏東市的21個町之一。其於阿緱街在1918年提出的町名改正構想中已出現，町名來自附近茂盛的龍眼樹。綠町的範圍為現今地籍大埔段一至三小段，約為民權里、大埔里和維新里。